# Монотип (яхта)
Монотип — в классификации яхт группа, включающая яхты, которые изготавливаются на основе единых чертежей, что обеспечивает одинаковость их характеристик.
Стандартизация конструкции уменьшает до минимума различия яхт и обеспечивает снижение их стоимости. Появление в 1970-х годах новых композиционных материалов позволило наладить массовый выпуск идентичных корпусов по низкой цене.
Идея создать монотип принадлежит Томасу Мидлтону из ирландского яхт-клуба Shankill Corinthian Club. В 1887 году он предложил простую конструкцию яхты, которую затем использовали яхтсмены Ирландии, Англии, Индии и Южной Америки.
Монотипами является большинство современных малых гоночных яхт, в том числе классы:
- 470
- 49er
- Звёздный
- Лазер
- Финн (класс гоночных яхт)